# Ximene Gomes
Ximene Gomes (sinh ngày 8 tháng 9 năm 1989) là một vận động viên bơi lội người Mozambique, chuyên về các sự kiện tự do nước rút. Cô đại diện cho quốc gia Mozambique tại Thế vận hội Mùa hè 2008, về đích trong số 60 vận động viên bơi lội dẫn đầu trong nội dung tự do 50 m nữ.
Gomes được FINA mời tham gia thi đấu với tư cách là một nữ vận động viên bơi lội Mozambican đơn độc trong môn tự do 50 m tại Thế vận hội Mùa hè 2008 ở Bắc Kinh. Bơi như một người nhanh nhất trong bốn nhiệt, Gomes đã nổ tung các khối và đưa ra một nỗ lực tuyệt vời để lên đỉnh của lĩnh vực trong một thời gian thiêu đốt và tốt nhất suốt đời là 28,15. Chiến công đáng kinh ngạc của Gomes từ các màn dạo đầu là không đủ để đưa cô vào bán kết, chia sẻ một mối ràng buộc với Rovena Marku của Albania cho vị trí tổng thể thứ năm mươi tám.